# Кармен-де-Ареко (муниципалитет)
Муниципалитет Кармен-де-Ареко  (исп. Partido de Carmen de Areco) — муниципалитет в Аргентине в составе провинции Буэнос-Айрес.
Территория — 1080 км². Население — 14 692 человек. Плотность населения — 13,61 чел./км².
Административный центр — Кармен-де-Ареко.

## География
Департамент расположен на севере провинции Буэнос-Айрес.
Департамент граничит:
- на северо-западе — c муниципалитетом Сальто
- на севере — с муниципалитетом Капитан-Сармьенто
- на северо-востоке — с муниципалитетом Сан-Антонио-де-Ареко
- на востоке — с муниципалитетом Сан-Андрес-де-Хилес
- на юге — с муниципалитетом Суипача
- на юго-западе — с муниципалитетом Чакабуко

## Важнейшие населённые пункты[2]
| № | Населённый пункт | Населённый пункт (исп.) | Категория | Население чел. (2010) | На карте                        |
| - | ---------------- | ----------------------- | --------- | --------------------- | ------------------------------- |
| 1 | Кармен-де-Ареко  | Carmen de Areco         | город     | 12775                 | 34°22′39″ ю. ш. 59°49′25″ з. д. |
| 2 | Трес-Сархентос   | Tres Sargentos          | посёлок   | 391                   | 34°27′57″ ю. ш. 60°00′01″ з. д. |
| 3 | Пуэбло-Гуин      | Pueblo Gouin            | посёлок   | 122                   | 34°29′36″ ю. ш. 59°48′04″ з. д. |